# Cenotaph (Bolt Thrower)
Cenotaph è un EP del gruppo musicale inglese Bolt Thrower, pubblicato nel 1991.

## Tracce
1. Cenotaph – 4:00
2. Destructive Infinity – 4:14
3. Prophet of Hatred – 3:51
4. Realm of Chaos (live) – 2:44

## Formazione
- Karl Willetts - voce
- Gavin Ward - chitarra
- Barry Thompson - chitarra
- Andrew Whale - batteria
- Jo Bench - basso